# Lichenopeziza bryophile
Lichenopeziza bryophile är en svampart som beskrevs av Zukal 1884. Lichenopeziza bryophile ingår i släktet Lichenopeziza, divisionen sporsäcksvampar och riket svampar.   Inga underarter finns listade i Catalogue of Life.